# Świętosław (powiat włocławski)
Świętosław – wieś w Polsce położona w województwie kujawsko-pomorskim, w powiecie włocławskim, w gminie Włocławek.
W latach 1975–1998 miejscowość administracyjnie należała do województwa włocławskiego.
Zobacz też: Świętosław.